# 張昺 (成化進士)
張昺，字仲明，慈溪县人，明朝官吏，同進士出身。

## 生平
成化四年戊子科舉人，八年（1472年），登壬辰科進士，授鉛山知縣。其性情剛明，善治獄。 隨後升南京監察御史，弘治年前上書請求治理藩王番僧等事，得到嘉獎。 之後調任南京通政司經歷，四川僉事，處理豪強賄賂。后因病辭職回鄉。

## 家族
祖父張楷为都御史。